# Prima Ligă a Serbiei și Muntenegrului
Prima Ligă a Serbiei și Muntenegrului (sârbă Prva savezna liga; Прва савезна лига) a fost eșalonul superior al fotbalului din Serbia și Muntenegru, înainte de destrămarea țării în 2006. Competiția a fost înființată după Destrămarea Iugoslaviei în 1992, succedând Prima Ligă Iugoslavă. După ce Muntenegru și-a proclamat independența în iunie 2006, competiția a încetat să existe, fiind înlocuită de către Prima Ligă Sârbă și Prima Ligă (Muntenegru).

## Campioni
| Echipa               | Titluri | Anii câștigători                                                       |
| -------------------- | ------- | ---------------------------------------------------------------------- |
| FK Partizan          | 8       | 1992–93, 1993–94, 1995–96, 1996–97, 1998–99, 2001–02, 2002–03, 2004–05 |
| Steaua Roșie Belgrad | 5       | 1994–95, 1999–2000, 2000–01, 2003–04, 2005–06                          |
| FK Obilić            | 1       | 1997–98                                                                |

## Sezoane
| Sezon   | Campioană            | Vice-campioană       | Locul 3              | Golgheter                                                         | Goluri |
| ------- | -------------------- | -------------------- | -------------------- | ----------------------------------------------------------------- | ------ |
| 1992–93 | Partizan             | Steaua Roșie Belgrad | Vojvodina            | Anto Drobnjak (Steaua Roșie Belgrad) Vesko Mihajlović (Vojvodina) | 22     |
| 1993–94 | Partizan             | Steaua Roșie Belgrad | Vojvodina            | Savo Milošević (Partizan)                                         | 21     |
| 1994–95 | Steaua Roșie Belgrad | Partizan             | Vojvodina            | Savo Milošević (Partizan)                                         | 30     |
| 1995–96 | Partizan             | Steaua Roșie Belgrad | Vojvodina            | Vojislav Budimirović (Čukarički)                                  | 23     |
| 1996–97 | Partizan             | Steaua Roșie Belgrad | Vojvodina            | Zoran Jovičić (Steaua Roșie Belgrad)                              | 21     |
| 1997–98 | Obilić               | Steaua Roșie Belgrad | Partizan             | Saša Marković (Železnik / Steaua Roșie Belgrad)                   | 27     |
| 1998–99 | Partizan             | Obilić               | Steaua Roșie Belgrad | Dejan Osmanović (Hajduk Kula)                                     | 16     |
| 1999–00 | Steaua Roșie Belgrad | Partizan             | Obilić               | Mateja Kežman (Partizan)                                          | 27     |
| 2000–01 | Steaua Roșie Belgrad | Partizan             | Obilić               | Petar Divić (OFK Beograd)                                         | 27     |
| 2001–02 | Partizan             | Steaua Roșie Belgrad | Sartid               | Zoran Đurašković (Mladost Lučani)                                 | 27     |
| 2002–03 | Partizan             | Steaua Roșie Belgrad | OFK Belgrad          | Zvonimir Vukić (Partizan)                                         | 22     |
| 2003–04 | Steaua Roșie Belgrad | Partizan             | Železnik             | Nikola Žigić (Steaua Roșie Belgrad)                               | 19     |
| 2004–05 | Partizan             | Steaua Roșie Belgrad | Zeta                 | Marko Pantelić (Steaua Roșie Belgrad)                             | 21     |
| 2005–06 | Steaua Roșie Belgrad | Partizan             | Voždovac             | Srđan Radonjić (Partizan)                                         | 20     |